# Cophyla berara
Cophyla berara is een kikker uit de familie smalbekkikkers (Microhylidae). De soort werd voor het eerst wetenschappelijk beschreven door Miguel Vences, Franco Andreone en Frank Glaw in 2005. De soort behoort tot het geslacht Cophyla.

## Uiterlijke kenmerken
Cophyla berara heeft een lichaamslengte van 23 tot 26 millimeter.

## Leefgebied
De kikker is endemisch in Madagaskar. De soort komt voor in het noordwesten van het eiland en leeft op het schiereiland Sahamalaza op een hoogte van rond de 170 meter boven zeeniveau.